# 巴德魏爾湖 (烏滕韋勒)
48°08′18″N 9°37′01″E / 48.13844°N 9.61692°E
巴德魏爾湖（德語：Badeweiher），是德國的湖泊，位於該國西南部，由巴登-符騰堡州負責管轄，處於烏滕韋勒，面積0.01平方公里，海拔高度597米，平均水深2米，最大水深3.2米，水體容量2萬立方米。